# جون دبليو. إغلستون
جون دبليو. إغلستون هو قاضي ومحامي وسياسي أمريكي، ولد في 18 يونيو 1886 في شارلوت كورت هاوس في الولايات المتحدة، وتوفي في 18 مايو 1976 في نورفولك في الولايات المتحدة.